# Arnold Denker
Arnold Sheldon Denker (ur. 20 lutego 1914 w Nowym Jorku, zm. 2 stycznia 2005 w Fort Lauderdale) – szachista amerykański, arcymistrz.

## Życiorys
Zanim zajął się karierą szachową był obiecującym bokserem. W latach 30. zaliczał się obok Samuela Reshevsky'ego i Reubena Fine do ścisłej czołówki amerykańskich szachistów. W 1944 zdobył mistrzostwo USA.
Brał udział w radiowym meczu szachowym USA-ZSRR w 1945, przegrywając dwa pojedynki z Michaiłem Botwinnikiem. Przegrał także dwa mecze z Wasilijem Smysłowem w spotkaniu rewanżowym, rozegranym już po wojnie w 1946 w Moskwie. Wybitni historycy szachów, Ken Whyld i David Hooper, w książce Oxford Companion to Chess oceniali, że wojna zabrała Denkerowi najlepsze lata kariery szachowej, wskutek czego nie wykorzystał swoich dużych możliwości.
Według retrospektywnego systemu Chessmetrics, najwyższy ranking osiągnął w styczniu 1935, z wynikiem 2677 punktów zajmował wówczas 8. miejsce na świecie.
W 1950 otrzymał tytuł mistrza międzynarodowego, a w 1981 Międzynarodowa Federacja Szachowa nadała mu honorowy tytuł arcymistrza. Występował nadal w turniejach, ale bez większych sukcesów. Był znanym działaczem FIDE, organizował m.in. młodzieżowy turniej Arnold Denker Tournament of High School Champions. Był współautorem (z Larry Parrem) książki The Bobby Fischer I Knew, and other stories, a także innych publikacji o tematyce szachowej.